# Laotańskie Siły Powietrzne
Siły powietrzne armii Laosu wyposażone są w sprzęt dostarczony jeszcze za czasów istnienia ZSRR. W skład wyposażenia wchodzą samoloty myśliwsko szturmowe MiG-21 Fishbed koło 30 sztuk i kilka samolotów szkoleniowych typu MiG-21U Mongol, które stacjonują w Wattay nieopodal Wientianu. Flotę transportową reprezentuje:
- 7 sztuk An-24 Coke
- 3 sztuki An-26 Curl
- 6 sztuk An-2 Colt

Z kolei samoloty typu Jak-40 Codling służą do przewozu osobistości. Flota śmigłowców to 10 sztuk Mi-8 Hip i 1 Mi-6 Hook. Amerykańskie uzbrojenie zostało wycofane z użytku poza kilkoma samolotami transportowymi Fairchild C-123K Provider i Douglas C-47 Dakota, które są używane przez linię Leo Aviaton.